# 怡土村
怡土村（いとむら）は、福岡県糸島郡にあった村。

## 歴史
- 1889年（明治22年）4月1日 - 町村制の施行により、怡土郡高祖村、大門村、高来寺村、川原村、王丸村、末永村、西堂村、瑞梅寺村、井原村、三雲村、井田村が合併して村制施行し、怡土村が発足。
- 1896年（明治29年）4月1日 - 郡の統合により怡土郡が志摩郡と合併して糸島郡が発足し同郡に所属[1]。
- 1948年（昭和23年） - 引揚者の入植地として、井原、三雲、井田の各一部と雷山村有田の一部を以って大字・曽根が成立。
- 1955年（昭和30年）4月1日 - 糸島郡前原町に編入して消滅。